# Nernstsches Verteilungsgesetz

Veranschaulichung des Nernstschen Verteilungsgesetzes anhand einer zweiphasigen Lösung (Dispersion). Das Konzentrationsverhältnis in Phase und ist stets konstant und stoffspezifisch.

Das Nernstsche Verteilungsgesetz (benannt nach dem Physikochemiker und Nobelpreisträger Walther Hermann Nernst) beschreibt die Löslichkeit eines Stoffes in zwei angrenzenden Phasen.
Wenn ein Stoff {\displaystyle A} die Möglichkeit hat, sich zwischen zwei nicht miteinander mischbaren, stark verdünnten Phasen (z. B. einer gasförmigen und einer flüssigen Phase oder zwei flüssigen Phasen) durch Diffusion zu verteilen:
{\displaystyle A_{\mathrm {Phase\ 1} }\leftrightharpoons A_{\mathrm {Phase\ 2} }},
entsteht ein Verteilungsgleichgewicht, welches durch die Beziehung
{\displaystyle K(A)={\frac {c(A\ {\text{in Phase 1}})}{c(A\ {\text{in Phase 2}})}}={\frac {c_{i}^{\beta }}{c_{i}^{\alpha }}}}
beschrieben werden kann, wobei {\displaystyle K} der nernstsche Verteilungskoeffizient (Gleichgewichtskonstante) und {\displaystyle c(A)} die Konzentration des Stoffes in den jeweiligen Phasen ist. Für konzentrierte Lösungen wäre jedoch statt der Konzentration die Aktivität einzusetzen.
Der Verteilungskoeffizient wird üblicherweise in Tabellen für das System Octanol/Wasser angegeben. Nernst stellte das Verteilungsgesetz 1891 auf. Es findet Anwendung beim Ausschütteln bzw. bei Extraktionen gelöster Stoffe aus Wasser mit Diethylether, Dichlormethan oder anderen organischen Lösungsmitteln, aber auch in der Pharmazie und Kosmetik bei der Ermittlung des optimalen Zusatzes von Konservierungsmitteln, die sich in Emulsionen besonders in der lipophilen Phase anreichern, aber nur in der hydrophilen Phase wirksam sind.

## Verallgemeinerung zum Nernstschen Verteilungssatz
Oft ist die Kenntnis der verbleibenden Stoffmenge für das weitere Vorgehen (nochmaliges Ausschütteln) wichtig. Unter einer Verkettung von sinnvollen Annahmen kann man ein Gleichungssystem des Nernstsche Verteilungsgesetz nach der verbleibenden Stoffmenge herleiten.
Je größer {\displaystyle K(A)} desto besser löst sich der Stoff {\displaystyle A} in Phase {\displaystyle \beta } und desto schlechter in Phase {\displaystyle \alpha }
. Beim Ausschütteln muss die Wahl des Extraktionsmittels also nach der Größe des Verteilungskoeffizienten getroffen werden:
{\displaystyle K(A)={\frac {c_{i}^{\beta }}{c_{i}^{\alpha }}}<1\Rightarrow c_{i}^{\alpha }>c_{i}^{\beta }\Rightarrow \alpha \ {\text{ist Extraktionsmittel}}}
{\displaystyle K(A)={\frac {c_{i}^{\beta }}{c_{i}^{\alpha }}}>1\Rightarrow c_{i}^{\alpha }<c_{i}^{\beta }\Rightarrow \beta \ {\text{ist Extraktionsmittel}}}
Da sich die Stoffmenge und Masse durch das Ausschütteln nicht verändert, ist die Summe der in Phase {\displaystyle \alpha } und Phase {\displaystyle \beta } gelösten Stoffmengen gleich:
{\displaystyle n_{i}^{\alpha }+n_{i}^{\beta }=n_{i+1}^{\alpha }+n_{i+1}^{\beta }}
(Da sich nur deren Verteilung in den Phasen verändert)
Es wird nun vereinbart, die Indices 0 und 1 zu verwenden:
{\displaystyle n_{0}^{\alpha }+n_{0}^{\beta }=n_{1}^{\alpha }+n_{1}^{\beta }}
Durch Auflösen der Beziehung zwischen Konzentration, Stoffmenge und Volumen ergibt sich:
{\displaystyle c={\frac {n}{V}}\Leftrightarrow n=c\cdot V}
Es wird angenommen, dass die Stoffmenge in Phase {\displaystyle \beta } (vor dem Schütteln) zu Beginn 0 sei:
{\displaystyle \Rightarrow c_{0}^{\alpha }\cdot V_{0}^{\alpha }+\underbrace {c_{0}^{\beta }\cdot V_{0}^{\beta }} _{\text{=0}}=c_{1}^{\alpha }\cdot V_{1}^{\alpha }+c_{1}^{\beta }\cdot V_{1}^{\beta }}
Somit entfällt dieser Term:
{\displaystyle c_{0}^{\alpha }\cdot V_{0}^{\alpha }=c_{1}^{\alpha }\cdot V_{1}^{\alpha }+c_{1}^{\beta }\cdot V_{1}^{\beta }}
Es wird ferner angenommen, dass sich das Volumen der Phase {\displaystyle \alpha } nicht ändert, da die Phase {\displaystyle \beta } Extraktionsmittel ist:
{\displaystyle V_{0}^{\alpha }=V_{1}^{\alpha }}
{\displaystyle \Rightarrow c_{0}^{\alpha }\cdot V_{0}^{\alpha }=c_{1}^{\alpha }\cdot V_{0}^{\alpha }+c_{1}^{\beta }\cdot V_{1}^{\beta }\vert :V_{0}^{\alpha }}
{\displaystyle \Leftrightarrow c_{0}^{\alpha }=c_{1}^{\alpha }+c_{1}^{\beta }\cdot {\frac {V_{1}^{\beta }}{V_{0}^{\alpha }}}}
Aus dem Umstellen des Nernstschen Verteilungsgesetzes folgt:
{\displaystyle K(A)={\frac {c_{i}^{\beta }}{c_{i}^{\alpha }}}}
{\displaystyle \Leftrightarrow c_{i}^{\beta }=K(A)\cdot c_{i}^{\alpha }}
Durch Einsetzen erhält man den Ausdruck:
{\displaystyle c_{0}^{\alpha }=c_{1}^{\alpha }+K(A)\cdot c_{1}^{\alpha }\cdot {\frac {V_{1}^{\beta }}{V_{0}^{\alpha }}}}
{\displaystyle =c_{1}^{\alpha }\left(1+K(A)\cdot {\frac {V_{1}^{\beta }}{V_{0}^{\alpha }}}\right)}
Somit ergibt sich der Nernstsche Verteilungssatz für das erste Ausschütteln zu:
{\displaystyle c_{1}^{\alpha }={\frac {c_{0}^{\alpha }}{1+K(A)\cdot {\frac {V_{1}^{\beta }}{V_{0}^{\alpha }}}}}}
Man geht davon aus, dass sich die Volumina der Phasen beim Ausschütteln nicht ändern und immer das gleiche Volumen zur Extraktion verwendet wird:
{\displaystyle V_{0}^{\alpha }=V_{1}^{\alpha }}
{\displaystyle V_{0}^{\beta }=V_{1}^{\beta }}
{\displaystyle \Rightarrow c_{1}^{\alpha }={\frac {c_{0}^{\alpha }}{1+K(A)\cdot {\frac {V^{\beta }}{V^{\alpha }}}}}}
Bei n-maligem Ausschütteln ergibt sich folgende Formel:
{\displaystyle \Rightarrow c_{n}^{\alpha }={\frac {c_{0}^{\alpha }}{\left(1+K(A)\cdot {\frac {V^{\beta }}{V^{\alpha }}}\right)^{n}}}}

## Berechnung der extrahierten Masse
Die Konzentration (der einzelnen Phasen) umgestellt nach der Stoffmenge
{\displaystyle c={\frac {n}{V}}}
{\displaystyle \Leftrightarrow n=cV}
kombiniert mit der Molaren Masse (des zu extrahierenden Stoffs)
{\displaystyle M={\frac {m}{n}}}
{\displaystyle \Leftrightarrow n={\frac {m}{M}}}
ergeben einen Ausdruck, der Masse und Konzentration verknüpft:
{\displaystyle n={\frac {m}{M}}=cV}
Er kann nach der Masse aufgelöst werden:
{\displaystyle \Rightarrow m=c\cdot V\cdot M}
In Kombination mit der oben hergeleiteten Gleichung ergibt sich:
{\displaystyle \Rightarrow {\frac {m_{n}^{\alpha }}{M\cdot V}}={\frac {\frac {m_{0}^{\alpha }}{M\cdot V}}{\left(1+K(A)\cdot {\frac {V^{\beta }}{V^{\alpha }}}\right)^{n}}}}
Da bereits vereinbart wurde, dass sich Stoffmenge und Volumen nicht verändern, folgt für die Gesamtmasse des extrahierten Stoffs nach n-maligem Ausschütteln:
{\displaystyle \Rightarrow m_{n}^{\alpha }={\frac {m_{0}^{\alpha }}{\left(1+K(A)\cdot {\frac {V^{\beta }}{V^{\alpha }}}\right)^{n}}}}